# Özer Hurmacı
Özer Hurmacı (Kassel, 20 novembre 1986) è un ex calciatore tedesco naturalizzato turco, di ruolo centrocampista.

## Palmarès

### Club

#### Competizioni nazionali
- Campionato turco: 1

Fenerbahçe: 2010-2011
- Coppa di Turchia: 1

Fenerbahçe: 2011-2012